# Liandres

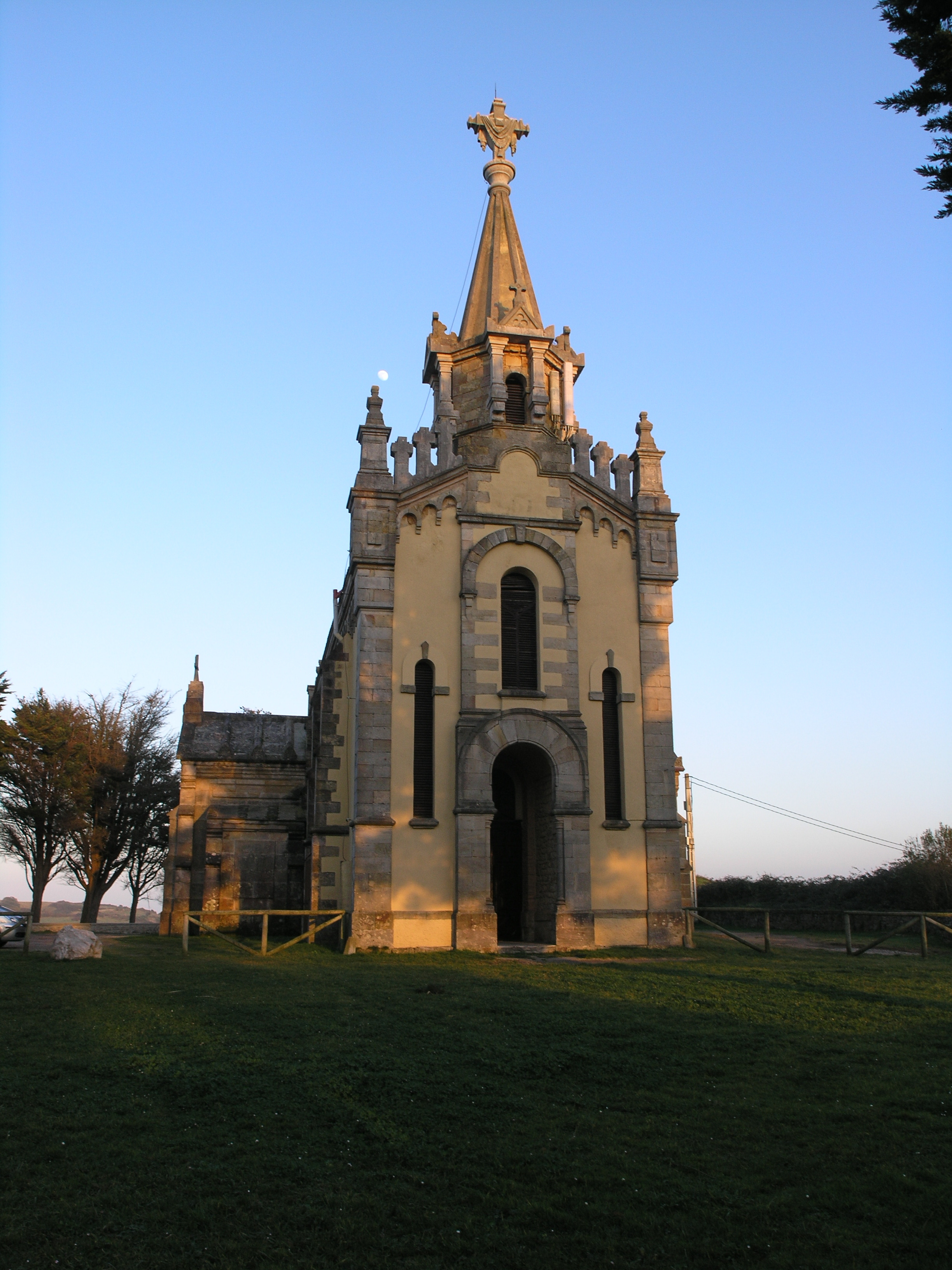
Ermita de la Virgen de los Remedios, cerca de Liandres.

Liandres es una localidad del municipio cántabro de Ruiloba (España). En el año 2014 contaba con una población de 123 habitantes (INE). La localidad está situada a un kilómetro de la capital municipal y a 60 m s. n. m. En la finca "La Casa de San Pedro" se encuentra una notable encina.
De su patrimonio hay que mencionar una ermita que queda a las afueras, dedicada a Nuestra Señora de los Remedios. Está ubicada en una colina, muy cerca de la costa, de la cual se puede ver una imagen panorámica. El edificio en sí es obra del arquitecto ruilobano Casimiro Pérez de la Riva; tiene pequeñas dimensiones. Aquí se celebra una procesión todos los meses de julio, hasta La Iglesia, con un recorrido de unos dos kilómetros. Es una fiesta que conmemora la visita de la Virgen María a Santa Isabel. Durante la misma se celebran las "danzas de lanzas", la manifestación folklórica más destacada del municipio. Otra ermita se dedica al Pilar. Por último, Liandres conserva una de las dos casas solariegas del municipio, en concreto la llamada "Casa de los Reyes", perteneciente al estilo barroco.
- Datos: Q5974693
- Multimedia: Liandres / Q5974693